# Charlotte Coleman
Charlotte Coleman est une actrice britannique née le 3 avril 1968 à Islington en Londres et morte le 14 novembre 2001 à Holloway en Londres, des suites d'une violente crise d'asthme. Elle est principalement connue pour le rôle de Scarlett dans Quatre mariages et un enterrement.

## Filmographie

### Cinéma
- 1989 : Bearskin: An Urban Fairytale : Kate
- 1992 : Cœur de métisse : Julie
- 1994 : Quatre mariages et un enterrement de Mike Newell : Scarlett
- 1995 : Le Manuel d'un jeune empoisonneur (The Young Poisoner's Handbook) de Benjamin Ross
- 1996 : Different for Girls : Alison
- 1998 : Shark Hunt
- 1998 : Amour, vengeance et trahison : Norma
- 1998 : If Only... : Alison Hayes
- 1999 : Faeries : Merrivale
- 1999 : Beautiful People : Portia Thornton
- 2001 : A Loving Act : Détective Jane Thompson
- 2001 : Bodywork : Tiffany Shades

### Télévision
- 1979 : Two People : Emma Moffatt (2 épisodes)
- 1979-1981 : Worzel Gummidge : Sue Peters (28 épisodes)
- 1982-1983 : Educating Marmalade : Marmalade Atkins (10 épisodes)
- 1984 : Danger: Marmalade at Work : Marmalade Atkins (10 épisodes)
- 1986-1987 : Screen Two : Helen Bardsley (2 épisodes)
- 1987 : Scene (1 épisode)
- 1988 : Campaign : Kim Greenbank
- 1989 : The Dark Angel : Millie Ruthyn (1 épisode)
- 1989 : A View of Harry Clark
- 1989 : Oranges Are Not the Only Fruit : Jess
- 1990 : Screen One : Ros (1 épisode)
- 1990 : Freddie et Max : Freddie Latham (6 épisodes)
- 1991 : End of the Road a Film About First Love : la jeune femme
- 1992 : Inspecteur Morse : Jessica White (1 épisode)
- 1992 : The Bill : Sharon Palmer (1 épisode)
- 1993 : The Comic Strip Presents... : Patsy (1 épisode)
- 1993 : Olly's Prison : Sheila
- 1994 : Low Level Panic : Mary
- 1995 : The Vacillations of Poppy Carew : Mary
- 1995 : Mrs. Hartley and the Growth Centre : Louise
- 1995 : Oliver's Travels : Cathy (2 épisodes)
- 1996 : Giving Tongue : Barb Gale
- 1996 : Gayle's World : Lucinda Beanie-Toffingham
- 1997 : Brambly Hedge : Primrose Woodmouse (1 épisode)
- 1997 : Wycliffe : Laura Kessell (1 épisode)
- 1998-1999 : How Do You Want Me? : Lisa Lyons (12 épisodes)
- 1999 : Petites Histoires entre amants
- 2001 : McCready and Daughter : Shelley Bennett (1 épisode)
- 2002 : Double Act : Mlle Debenham

## Distinctions

### Récompenses
- 1991 : RTS Television Award de la meilleure actrice pour le rôle de Jess dans Oranges Are Not the Only Fruit

### Nominations
- 1991 : BAFTA Television Award de la meilleure actrice pour le rôle de Jess dans Oranges Are Not the Only Fruit
- 1995 : BAFTA Film Award de la meilleure actrice dans un second rôle pour le rôle de Scarlett dans Quatre mariages et un enterrement